# Primer ministro de Tanzania
El primer Ministro de la República Unida de Tanzania (en suajili: Mawaziri Wakuu wa Tanzaniaen; inglés: Prime Minister of the United Republic of Tanzania) es el encargado de la supervisión y ejecución de las funciones y asuntos del Gobierno. El puesto está subordinado al presidente de la República Unida, que ejerce también como. jefe de Gobierno. 
El actual primer ministro es Kassim Majaliwa quien lleva ejerciendo desde el 20 de noviembre de 2015.

## Características

### Eligibilidad
La constitución del país determina que será designado por el presidente  (artículo 51) y que, antes de asumir su cargo, prestará y suscribirá ante el presidente el juramento de primer ministro que prescriba el Parlamento.
El presidente deberá, dentro de los catorce días siguientes a la toma de posesión de su cargo, designar a un miembro de la Asamblea Nacional del distrito electoral del partido político que tenga mayoría de escaños en la cámara legislativa. Si no hubiera mayoría, el primer ministro será designado con la aprobación de la mayoría de los votos de la Asamblea Nacional.

### Mandato
Según el artículo 52 el primer ministro será responsable ante el presidente del ejercicio de su autoridad por lo que su mandato (sin especificar en tiempo en la constitución) dependerá de la voluntad presidencial o de la Asamblea Nacional que puede someter al primer ministro a una moción de censura (artículo 38). Así mismo su mandato, según el artículo 51, tendrá una duración hasta que se den los casos de fallecimiento, renuncia o cese.
No obstante, el primer ministro podrá evitarla si se da algún supuesto del artículo 53:
- No tiene relación con el desempeño de las responsabilidades del primer ministro descritos en el artículo 52.
- No han transcurrido seis meses desde su nombramiento;
- No han transcurrido nueve meses desde que se presentó y rechazó una moción similar por la Asamblea Nacional.

En caso de que la moción de censura al primer ministro sea apoyada por la mayoría de los miembros de la Asamblea Nacional, el presidente de la cámara legislativa presentará la resolución al Presidente de la República y, tan pronto como sea posible y en todo caso dentro de dos días a partir del día en que la Asamblea Nacional haya aprobado la moción de censura, el primer ministro deberá dimitir y el presidente  de la República designará a otro miembro del parlamento para que sea primer ministro.

### Sucesión presidencial
El primer ministro podrá asumir las funciones del cargo presidencial cuando el vicepresidente, sucesor constitucional del presidente, este ausente o enfermo (artículo 37).

### Funciones constitucionales
El primer ministro, según el artículo 52 de la constitución tendrá autoridad sobre el control, supervisión y ejecución de las funciones y asuntos cotidianos del Gobierno de la República Unida. Así mismo, el primer ministro será el líder de los asuntos gubernamentales en la Asamblea Nacional.
En el ejercicio de su autoridad, el primer ministro realizará o hará que se realice cualquier asunto o asuntos que el presidente ordene que se realicen. El Ejecutivo de la República Unida, bajo la autoridad del presidente, será el órgano que tendrá el poder de determinar la política del Gobierno en general, y los ministros bajo la dirección del primer ministro serán colectivamente responsables ante la Asamblea Nacional de la ejecución de los asuntos del Gobierno de la República Unida.

## Lista de primeros ministros (desde 1960)
| # | Nombre | Nombre | Nombre                     | Inicio                  | Final                  | Partido | Elecciones | Gobernador General           | Monarca               |
| --- | ------ | ------ | -------------------------- | ----------------------- | ---------------------- | ------- | ---------- | ---------------------------- | --------------------- |
| Ministro jefe de Tanganica (1960-1961) |        |        |                            |                         |                        |         |            |                              |                       |
| 1.º |        |        | Julius Nyerere (1922-1999) | 2 de septiembre de 1960 | 1 de mayo de 1961      | TANU    | 1960       | Richard Turnbull (1958-1961) | Isabel II (1952-1962) |
| Primer ministro de Tanganica (1961-1962) |        |        |                            |                         |                        |         |            |                              |                       |
| 1.º |        |        | Julius Nyerere (1922-1999) | 1 de mayo de 1961       | 22 de enero de 1962    | TANU    | -          | Richard Turnbull (1961-1962) | Isabel II (1952-1962) |
| 2.º |        |        | Rashidi Kawawa (1926-2009) | 22 de enero de 1962     | 9 de diciembre de 1962 | TANU    | -          | Richard Turnbull (1961-1962) | Isabel II (1952-1962) |
| Puesto abolido el 9 de diciembre de 1962 cuando el país se convirtió en la República de Tanganica (república presidencialista). Fue recuperado en 1972 con la República Unida de Tanzania, resultado de la unión de la República de Tanganica y la República Popular de Zanzíbar |        |        |                            |                         |                        |         |            |                              |                       |

| #                                                              | Nombre | Nombre                             | Nombre                      | Inicio                  | Final                   | Partido | Elecciones | Presidente | Presidente                    |
| -------------------------------------------------------------- | ------ | ---------------------------------- | --------------------------- | ----------------------- | ----------------------- | ------- | ---------- | ---------- | ----------------------------- |
| Primer ministro de la República Unida de Tanzania (desde 1964) |        |                                    |                             |                         |                         |         |            |            |                               |
| 1.º                                                            |        |                                    | Rashidi Kawawa (1926-2009)  | 17 de febrero de 1972   | 13 de febrero de 1977   | TANU    | [ 4 ]      |            | Julius Nyerere (1964-1985)    |
| 1.º                                                            | CCM    |                                    | Rashidi Kawawa (1926-2009)  | 17 de febrero de 1972   | 13 de febrero de 1977   |         | [ 4 ]      |            | Julius Nyerere (1964-1985)    |
| 2.º                                                            |        |                                    | Edward Sokoine (1938-1984)  | 13 de febrero de 1977   | 7 de noviembre de 1980  | CCM     | [ 4 ]      |            | Julius Nyerere (1964-1985)    |
| 3.º                                                            |        |                                    | Cleopa Msuya (n. 1931)      | 7 de noviembre de 1980  | 24 de febrero de 1983   | CCM     | [ 4 ]      |            | Julius Nyerere (1964-1985)    |
| 4.º                                                            |        |                                    | Edward Sokoine (1938-1984)  | 24 de febrero de 1983   | 12 de abril de 1984     | CCM     | [ 4 ]      |            | Julius Nyerere (1964-1985)    |
| 5.º                                                            |        |                                    | Salim Ahmed Salim (n. 1942) | 12 de abril de 1984     | 5 de noviembre de 1985  | CCM     | [ 4 ]      |            | Julius Nyerere (1964-1985)    |
| 6.º                                                            |        |                                    | Joseph Warioba (n. 1940)    | 5 de noviembre de 1985  | 9 de noviembre de 1990  | CCM     | [ 4 ]      |            | Ali Hassan Mwinyi (1985-1995) |
| 7.º                                                            |        |                                    | John Malecela (n. 1934)     | 9 de noviembre de 1990  | 7 de diciembre de 1994  | CCM     | [ 4 ]      |            | Ali Hassan Mwinyi (1985-1995) |
| 8.º                                                            |        |                                    | Cleopa Msuya (n. 1931)      | 7 de diciembre de 1994  | 28 de noviembre de 1995 | CCM     | [ 4 ]      |            | Ali Hassan Mwinyi (1985-1995) |
| 8.º                                                            |        | Benjamin William Mkapa (1995-2005) | Cleopa Msuya (n. 1931)      | 7 de diciembre de 1994  | 28 de noviembre de 1995 | CCM     | [ 4 ]      |            |                               |
| 9.º                                                            |        |                                    | Frederick Sumaye (n. 1950)  | 28 de noviembre de 1995 | 30 de diciembre de 2005 | CCM     | [ 4 ]      |            |                               |
| 9.º                                                            |        | Jakaya Mrisho Kikwete (2005-2015)  | Frederick Sumaye (n. 1950)  | 28 de noviembre de 1995 | 30 de diciembre de 2005 | CCM     | [ 4 ]      |            |                               |
| 10.º                                                           |        |                                    | Edward Lowassa (1953-2024)  | 30 de diciembre de 2005 | 7 de febrero de 2008    | CCM     | [ 4 ]      |            |                               |
| 11.º                                                           |        |                                    | Mizengo Pinda (n. 1948)     | 7 de febrero de 2005    | 5 de noviembre de 2015  | CCM     | [ 4 ]      |            |                               |
| 12.º                                                           |        |                                    | Kassim Majaliwa (n. 1960)   | 20 de noviembre de 2015 | en el cargo             | CCM     | [ 4 ]      |            | John Magufuli (2015-2021)     |
| 12.º                                                           |        | Samia Suluhu (2021- )              | Kassim Majaliwa (n. 1960)   | 20 de noviembre de 2015 | en el cargo             | CCM     | [ 4 ]      |            |                               |